# Walter Cronkite
Walter Leland Cronkite, Jr. (4. november 1916 – 17. juli 2009)
var amerikansk journalist og radio- og tv-reporter og er bedst kendt for sin tid som vært for CBS Evening News i 19 år (1962–81). I 1970'erne og 1980'erne, da CBS News var den førende nyhedskanal, betegnedes han ofte i lytter- og seerundersøgelser som "den mest troværdige mand i Amerika" på grund af sin professionelle erfaring og venlige optræden. Cronkite døde af cerebrovaskulær sygdom den 17. juli 2009 i en alder af 92 år, som hans søn beskrev som en komplikation ved demens.

## Opvækst
Cronkite blev født i Saint Joseph, Missouri som søn af Helen Lena (født Fritsche) og tandlægen Dr. Walter Leland Cronkite. På faderens side var han af fjern hollandsk afstamning, og familiens oprindelige efternavn var Krankheyt.
Cronkite boede i Kansas City, Missouri, til han var ti år, hvorpå hans familie flyttede til Houston i Texas, hvor han fortsatte sin skolegang, først på Lanier Junior High School (nu Lanier Middle School) og derefter på San Jacinto High School, hvor han redigerede skolebladet. Han var samtidig drengespejder i Boy Scouts of America. Han læste videre på University of Texas i Austin, hvor han arbejdede på The Daily Texan. I collegetiden fik han sin første optræden i et skuespil, hvor han spillede sammen med sine medstuderende Eli Wallach og Ann Sheridan.

## Karriere
Han afbrød sin collegeuddannelse i 1935 efter at have påtaget sig en række jobs som avisreporter, hvor han dækkede nyheds- og sportsstof, og kom ind i radioverdenen som speaker for WKY i Oklahoma City i Oklahoma. I 1936 mødte han sin senere hustru, Mary Elizabeth Maxwell (kendt under kælenavnet "Betsy"), mens han arbejdede som sportskommentator for KCMO (AM) i Kansas City. Hans kommentatornavn var "Walter Wilcox", idet – som han senere forklarede – radiostationerne på den tid ikke ønskede, at medarbejdere brugte deres rigtige navn af frygt for, at de ville tage lytterne med sig, hvis de forlod stationen. I Kansas City blev han ansat hos United Press i 1937. Han blev en af de førende amerikanske krigskorrespondenter under 2. verdenskrig, hvor han dækkede slag i Nordafrika og Europa. Han var en af otte journalister, som U.S. Army Air Forces lod flyve med på bombetogter over Tyskland i en B-17 Flying Fortress. Han landede også i et svævefly sammen med 101st Airborne Division under Operation Market Garden og dækkede Ardenneroffensiven. Efter krigen dækkede han Nürnbergprocessen og gjorde derpå tjeneste som vigtigste reporter for United Press i Moskva i to år.

### Første år hos CBS
I 1950 blev Cronkite ansat af Edward R. Murrow, som allerede under krigen havde forsøgt at få ham til at skifte fra UP, i CBS News' nye og voksende fjernsynsafdeling. Cronkite begyndte at arbejde ved WTOP-TV, som var CBS's afdeling i Washington D.C. og var vært for stationens 15-minutter lange nyhedsudsendelse søndag aften: Up To the Minute, som fulgte efter den kendte udsendelsesrække What's My Line? fra kl. 23:00 i perioden fra 1951 til 1962.
Den 7. juli 1952 skabtes betegnelsen "nyhedsvært" (engelsk: News anchor) som beskrivelse af Cronkites rolle ved dækningen af både demokraternes og republikanernes partikonvent i 1952, som var den første landsdækkende tv-dækning af partiernes konventer. Cronkite var vært for netværkets dækning af præsidentvalget i 1952 samt de senere partikonventer, indtil han i 1964 midlertidigt erstattedes af et hold bestående af Robert Trout og Roger Mudd. Det viste sig at være en fejltagelse, og Cronkite vendte tilbage som vært for dækningen af de fremtidige konventer.
Fra 1953 til 1957 var Cronkite vært for CBS-programmet You Are There, som fremstillede historiske begivenheder i form af en nyhedsrapportering. Hans berømte afsluttende sætning for disse programmer var: "What sort of day was it? A day like all days, filled with those events that alter and illuminate our times... and you were there." (engelsk: "Hvilken slags dag var det? En dag som alle andre, fyldt med de begivenheder, der ændrer og belyser vor tid... og De var med"). I 1971 blev udsendelsesrækken genoplivet og omformet for at henvende sig til teenagere og unge og blev sendt om morgenen på lørdage. Han var desuden vært for The Twentieth Century, en dokumentarserie om århundredets vigtige historiske begivenheder, som næsten helt bestod af stumper af arkivfilm og af interviews, og som blev en langvarig succes. Desuden var han vært for et konkurrenceprogram med titlen It's News to Me (engelsk: "Det er nyt (egentlig: en nyhed) for mig"), baseret på begivenheder omtalt i nyhederne.

### CBS Evening News
Cronkite efterfulgte Douglas Edwards som vært for CBS Evening News den 16. april 1962, som blev det job, der gjorde ham til et amerikansk ikon. Programmet blev udvidet fra 15 til 30 minutter fra 2. september 1963 som det første aftenprogram med nyheder på de amerikanske tv-stationer.
I den første del af perioden som vært for CBS Evening News konkurrerede Cronkite mod NBC's værtspar Chet Huntley og David Brinkley, som var værter for programmet Huntley-Brinkley Report. I størstedelen af 1960'erne havde det program flere seere end Cronkites udsendelse, men det begyndte at ændre sig i årtiets slutning, da RCA besluttede ikke længere at finansiere NBC News på samme niveau som CBS finansierede CBS News. En følge heraf blev, at CBS News fik ry for akuratesse og dybde i sin tv-journalistik, hvilket kombineredes godt med Cronkites erfaringer fra jobbet, og i 1968 begyndte CBS Evening News at overgå konkurrrenten i antal seere i sommermånederne. Samme år modtog han Carr Van Anda-udmærkelsen for "vedvarende bidrag til journalistikken" efter en afstemning ved E.W. Scripps School of Journalism under Ohio State University
Under Apollo 11-månelandingen i 1969 og senere under Apollo 13 fik Cronkite de bedste seertal og gjorde CBS til missionernes mest sete tv-station.
I 1970 modtog Walter Cronkite udmærkelsen George Polk Award "Freedom of the Press" . Samme år kom CBS Evening News til at dominere den amerikanske nyhedsdækning på tv, da Huntley trak sig tilbage. Cronkite viste sig at være endnu mere populær end Huntleys dygtige og respekterede efterfølger hos NBS, John Chancellor, og fortsatte med at besætte førstepladsen i seerundersøgelser, til han selv trak sig tilbage i 1981. I det år tildelte præsident Jimmy Carter Cronkite Presidential Medal of Freedom.
Et af Cronkites kendetegn var at afslutte CBS Evening News med ordene: "...And that's the way it is:" (engelsk: "Og det var sådan, det var:"), fulgt af datoen (omend han fulgte standarden for objektiv journalistik og udelod sætningen, når nyhedsudsendelsen sluttede med en mening eller en kommentar)). Fra 16. januar 1980, som var dag 50 af gidseltagningen af USA's ambassadepersonale i Iran, føjede Cronkite antallet af dage for gidselstagningens varighed til udsendelsens slutning for at minde befolkningen om den uløste situation (som endte på dag 444, 20. januar 1981).
I mange år nød Cronkite anseelse som en af de mest troværdige personer i USA,  og var kendt under tilnavnet "onkel Walter". Han dækkede mange af de vigtige begivenheder i perioden så effektivt, at hans billede og stemme er tæt knyttet til Cubakrisen, mordet på præsident John F. Kennedy, Vietnamkrigen, Apollo 11-månelandingen og Watergate-skandalen.